# Assedio di Geertruidenberg (1593)
L'assedio di Geertruidenberg del 1593 o terzo assedio di Geertruidenberg, fu un assedio svoltosi dal 27 marzo al 24 giugno 1593 presso la città di Geertruidenberg (attuali Paesi Bassi) nel corso della guerra degli ottant'anni. Le truppe anglo-olandesi al comando di Maurizio d'Orange e di sir Francis Vere posero assedio alla guarnigione spagnola in città. L'assedio fu unico nel suo genere in quanto gli assedianti utilizzarono un centinaio di navi per comporre un semicerchio sul fiume Mosa per imporre un blocco alla città. I rinforzi per gli spagnoli al comando di Peter Ernst I von Mansfeld-Vorderort tentarono di giungere sul posto dal mese di maggio ma questi vennero costretti poi a ritirarsi. Il governatore della città venne ucciso e poco dopo gli anglo-olandesi riuscirono a circondare la città il 4 giugno 1593. La vittoria dello scontro consacrò Maurizio come grande stratega e comandante militare.

## Antefatto

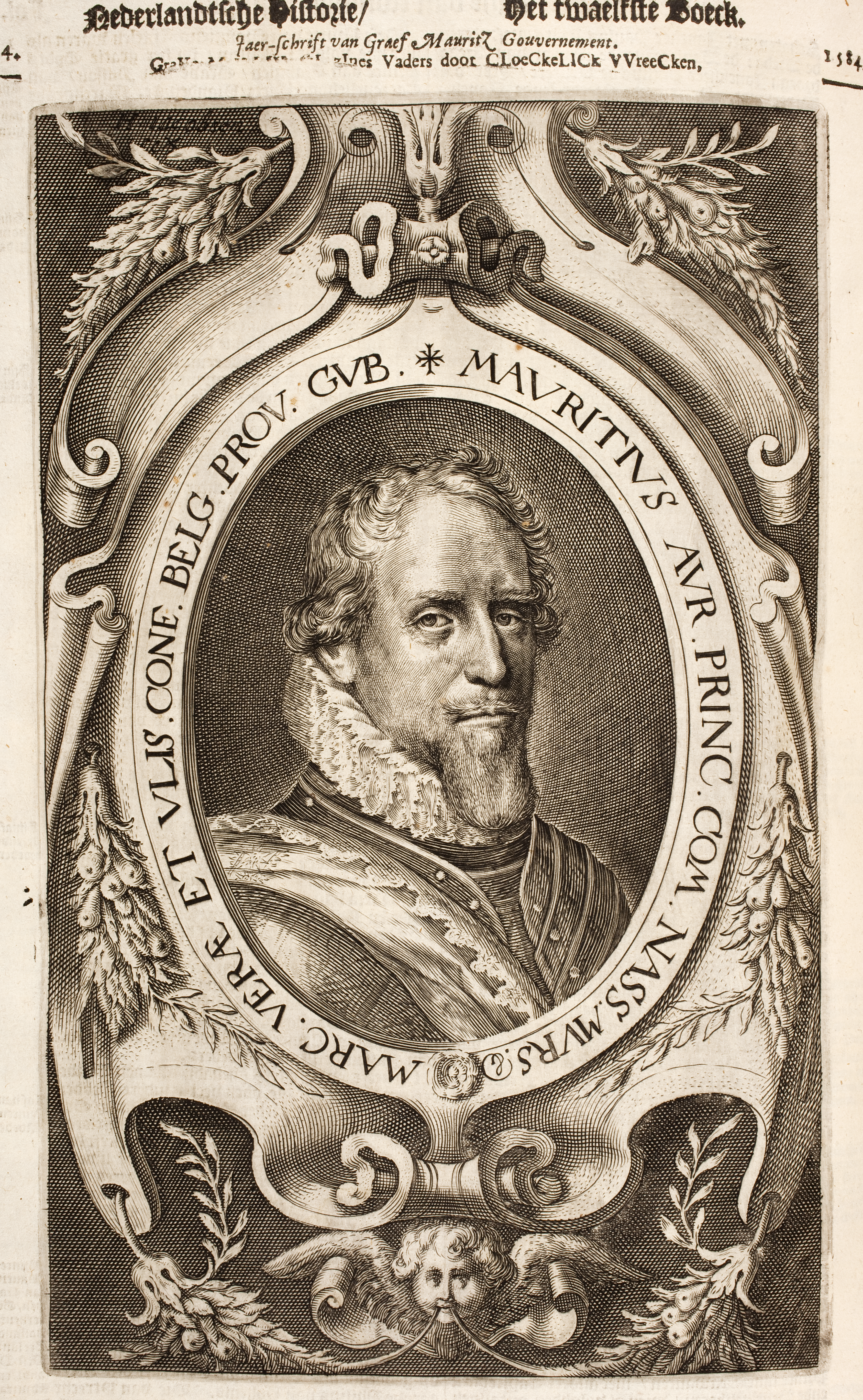
Maurizio di Nassau, in un ritratto di Emanuel van Meteren

Nel 1573 Geertruidenberg venne catturata da un esercito protestante composto da truppe inglesi, francesi e olandesi. Nel 1589 ad ogni modo gli spagnoli riuscirono a riconquistare la città corrompendo i mercenari inglesi della guarnigione, da lungo tempo lasciati senza paga. Malgrado ciò ad ogni modo l'esercito spagnolo delle Fiandre dovette sempre fronteggiare la resistenza dei locali. Quando le forze spagnole vennero dirottate in Francia per ordine di Filippo II di Spagna per fermare il crollo della Lega Cattolica, inglesi e olandesi al comando di Maurizio d'Orange passarono all'offensiva. Maurizio adottò la medesima tattica di Alessandro Farnese, creando delle barriere difensive per controllare precise aree.
Nel 1592 gli abitanti della Zelanda chiesero urgentemente agli Stati Generali olandesi di avanzare su Geertruidenberg, ma la decisione venne rifiutata e venne prescelta invece la conquista della piazzaforte di Groninga. Durante l'offensiva militare estiva del 1592 condotta da Maurizio d'Orange vennero assediate e catturate le città di Steenwijk a luglio e Coevorden a settembre così che Groninga si trovò strangolata sul finire dell'anno. Dopo la presa di entrambe le città, i frisiani questa volta richiesero l'assedio di Groninga. Gli Stati Generali ad ogni modo, vista la condizione delle forti difese della città, scelsero nel 1593 di portarsi sulla conquista di Geertruidenberg. I frisiani inscenarono una protesta e decisero di non inviare loro truppe a Geertruidenberg. Questo caso si rivelò fortuito per gli olandesi: gli spagnoli, vedendo che i frisiani non si erano mossi pensarono che gli olandesi stessero solo pensando di confonderli, ma avessero per obbiettivo Groninga e quindi fortificarono quella posizione sguarnendo altrove di forze utili.
Nel frattempo, Alessandro Farnese, duca di Parma e comandante delle forze spagnole nei Paesi Bassi, era morto per le ferite subite durante l'assedio di Caudebec in Francia. Il suo sostituto fu Peter Ernst I von Mansfeld-Vorderort e la repubblica olandese ordinò a Filippo di Nassau di lanciare un attacco contemporaneamente al Lussemburgo. La strategia per eludere il conte di Mansfeld, che era anche governatore del Lussemburgo, portò all'inseguimento del Nassau sino alla parte meridionale dei Paesi Bassi. Questo avrebbe consentito a Maurizio d'Orange di avere il tempo necessario per cogliere di sorpresa la guarnigione di Geertruidenberg.
Prima dell'inseguimento di Filippo, il conte di Mansfeld aveva già inviato alcune compagnie ulteriori da Groninga a Gertrudenberg. La città era stata quindi comunque rafforzata dagli spagnoli e l'approccio alla città si presentava problematico per la presenza di un gran numero di dighe e canali che la circondavano. Gli olandesi compresero che sarebbe stato necessario un assedio su vasta scala per vincere lo scontro.
La campagna di Filippo di Nassau nel Lussemburgo proseguiva e riuscì effettivamente a distogliere l'attenzione del conte di Mansfeld dai Paesi Bassi, mentre Maurizio d'Orange si dirigeva coi suoi uomini verso Geertruidenberg.

## L'assedio

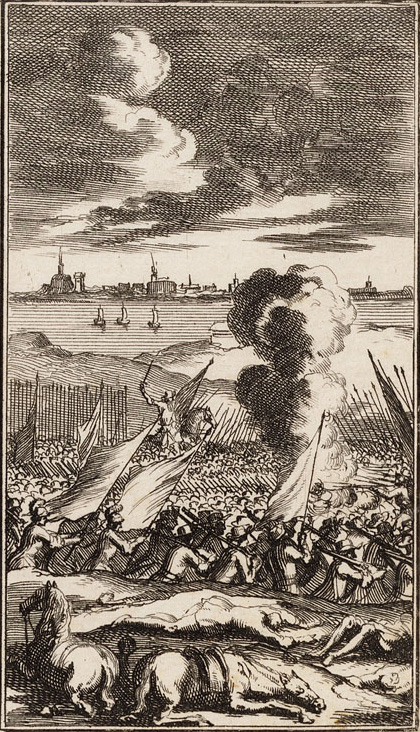
L'assedio di Geertruidenberg in una stampa di Jan Luyken

Il 27 marzo 1593, Maurizio giunse con le sue truppe a Geertruidenberg; le sue forze vennero aumentate da sei compagnie inglesi al comando di sir Francis Vere e da dieci compagnie di scozzesi al comando del colonnello Bartholomew Balfour. Le prime operazioni consistevano nel bloccare tutte le strade che portavano alla città. Via terra, vennero costruiti diversi forti esterni alla città di Geertruidenberg, sfruttando anche mulini e dighe come punti di appoggio nel caso di resistenza o sortite provenienti dai paesi vicini. Il principe d'Orange, coi reggimenti del conte di Solms e di Groenvelt, vennero posizionati ad ovest; sir Francis Vere condusse l'avvicinamento da sud mentre i reggimenti dei conti di Hohenlohe e di Brederode si accamparono nel villaggio di Raamsdonk ad est.
A metà aprile, si diede inizio all'avvicinamento e l'escavazione di trincee con l'impiego del nuovo corpo dei pionieri che Maurizio d'Orange aveva istituito con successo in precedenza. Malgrado i pericoli dell'esposizione al fuoco nemico, i lavori procedettero speditamente e si conclusero poco dopo. Le trincee erano divise dalla presenza di rivellini che si fiancheggiavano l'uno con l'altro, ciascuno con due cannoni in cima, il tutto circondato da un piccolo fossato pieno d'acqua. Anziché usare una controscarpa, vennero create delle palizzate nel terreno di almeno un metro e mezzo di altezza e con la punta ricoperta di ferro per dissuadere i nemici dagli attacchi alle postazioni degli anglo-olandesi. In tutto nelle opere di fortificazione degli anglo-olandesi trovarono posto un centinaio di pezzi d'artiglieria per l'assedio. Il fiume Donge, scorrendo da sud, avrebbe rifornito l'acqua necessaria ai fossati costruiti dagli olandesi. Un centinaio di navi disposte a semicerchio sul fiume Mosa, completarono il blocco della città anche via acqua con l'uso di brigantini leggeri connessi tra loro da catene.
L'8 aprile, uno dei forti esterni strategici della città venne catturato dalle truppe di Filippo di Hohenlohe-Neuenstein dopo cinque giorni di combattimenti.
Louise de Coligny, la quarta moglie di Guglielmo d'Orange e la contessa Luisa Giuliana di Nassau, sorella di Maurizio, durante il suo viaggio per sposare l'elettore palatino Federico IV si fermarono presso l'accampamento con altri dignitari e vennero condotti a visitare le opere di fortificazione costruite, lodandole notevolmente.

### Il tentativo di salvataggio degli spagnoli

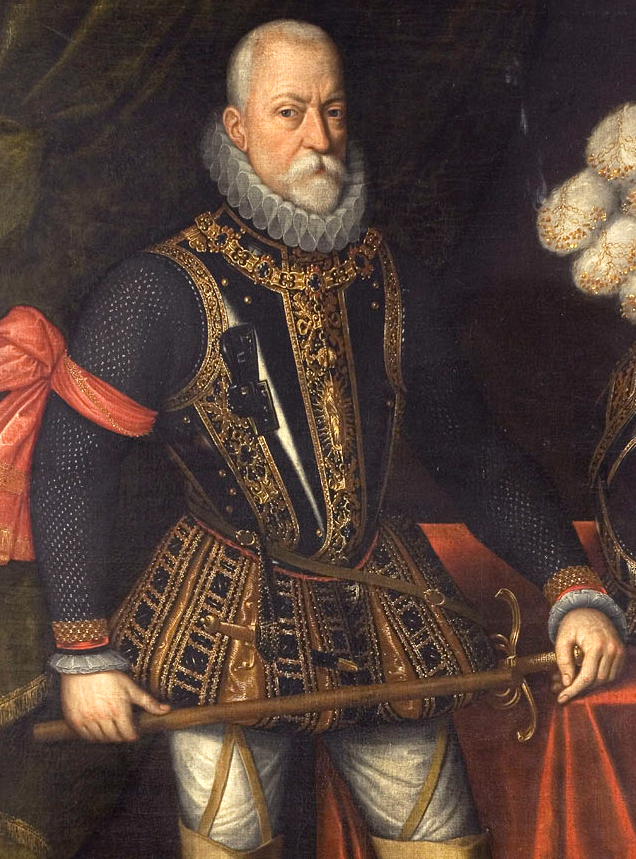
Il conte di Mansfeld, ritratto di Antonis Mor

Anche se Maurizio ed i suoi soldati desideravano realizzare altre opere di fortificazione, gli anglo-olandesi all'inizio di maggio potevano dirsi ben trincerati per l'assedio. Nel frattempo, il conte di Mansfeld ritornando dal Lussemburgo quando seppe della situazione di Gerrtudenberg marciò coi suoi uomini sino a Bruxelles con l'intento poi di procedere alla volta della città e di togliere l'assedio degli anglo-olandesi. Il conte di Mansfeld richiamò sul posto anche suo figlio Karl von Mansfeld che si trovava ancora in Francia coi suoi uomini.
Il 28 maggio il conte di Mansfeld apparve all'orizzonte con un esercito di 7000 fanti e 2000 cavalieri, accampandosi nei villaggi di Capelle aan den IJssel e Waalwijk, a circa sei miglia ad est di Gertruydenburg. Quest'esercito sarebbe potuto essere anche più grande, ma un ammutinamento provocò un gran numero di disertori quando il gruppo si trovava nella contea di Hainaut. Il conte di Mansfeld non appena giunse sul campo ad ogni modo realizzò le fortificazioni degli assedianti. Vere guidava un esercito di 600 inglesi e 1000 zelandesi, coi quali avanzava contro le forze di Mansfeld. Pur godendo del vantaggio numerico, l'armata del conte di Mansfeld quando si scontrò col nemico ebbe numerose perdite al punto che dovette ritirarsi e mantenersi a distanza di sicurezza dagli anglo-olandesi.
All'inizio di giugno, pesanti piogge avevano creato un pantano attorno alla città. Le cannonate provenienti dalle navi al blocco sul fiume avevano causato diversi danni sia alle mura della città sia alle abitazioni all'interno.
Il 25 giugno il signore di Gissant venne mortalmente colpito da una palla di cannone. Era il terzo governatore a rimanere ucciso durante l'assedio e la sua perdita provocò un immediato abbassamento nel morale della guarnigione. Quando tra gli spagnoli giunse anche la notizia del ritiro delle truppe del conte di Mansfeld, il morale cadde a terra. La città inviò quindi degli emissari presso Maurizio d'Orange per discutere della resa onorevole della piazzaforte.
Il giorno successivo, avendo avuto la notizia della resa della città, il conte di Mansfeld con le sue truppe decise di tentare il tutto per tutto marciando verso il nemico ed occupando un forte nella regione di Bommelerwaard, di modo da tagliare la via di uscita a Maurizio d'Orange ed alle sue truppe in quella direzione. Nel frattempo, la guarnigione di Gerrtudenberg ottenne il permesso di lasciare la città con tutti gli onori militari a patto che si fosse astenuta dal combattere per tutto il resto della guerra.

## Conseguenze

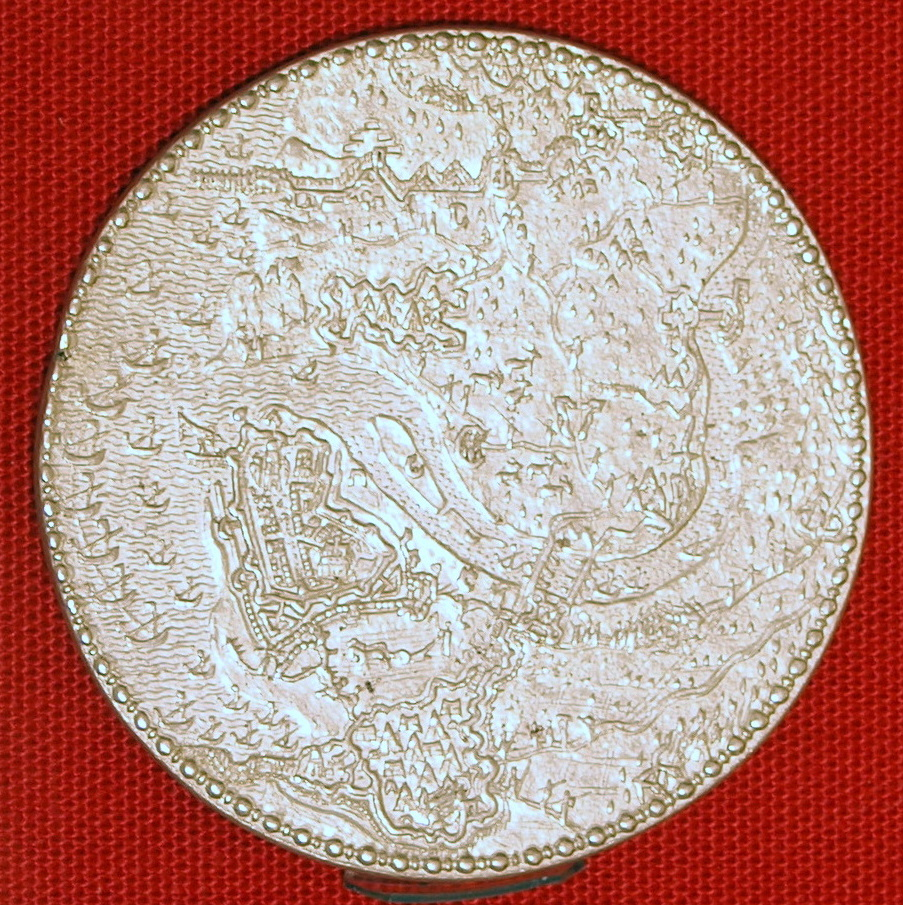
Moneta commemorativa dell'assedio di Geertruidenberg

Maurizio guidò personalmente l'ingresso delle sue truppe in città e da subito si dedicò a riparare e rafforzare le difese. La custodia militare della città venne affidata alle truppe scozzesi che avevano preso parte all'assedio, mentre il rimanente degli uomini vi rimase sino all'autunno di quello stesso anno. Dopo il successo di Geertruidenberg i frisiani fecero nuovamente pressione sugli Stati Generali olandesi perché anche Groninga fosse occupata, in particolare perché essendovi una momentanea tregua sottoscritta con la Francia, il conte di Mansfeld con le sue armate avrebbe potuto ancora facilmente minacciare i territori della repubblica.
La presa di Geertruidenberg fu un trionfo per l'esercito anglo-olandese, dal momento che con quella mossa tutti i fiumi navigabili d'Olanda e di Zelanda si trovavano nelle mani dell'esercito ribelle. Guglielmo Luigi di Nassau-Dillenburg, statholder di Frisia, continuò a fare pressione perché si marciasse contro gli spagnoli al comando di Francisco Verdugo che si trovavano a Groninga. Le truppe inglesi comandate da Francis Vere inviarono aiuto a Guglielmo in Frisia a luglio di quello stesso anno, costringendo i reggimenti spagnoli a portare soccorso all'armata di Verdugo.